# Baía de Cumã
A baía de Cumã é uma baía que banha o município de Guimarães, no estado do Maranhão, no Brasil.
É tida como um cemitério de navios, como o Cambridge e Ville de Bolougne (que levava o poeta Gonçalves Dias), pelos seus muitos bancos de areia e rochas, ameaças à navegação.
Pertencia à antiga Capitania de Cumã, com sede em Alcântara.